# Rodrigues-Taggecko
Der Rodrigues-Taggecko (Phelsuma edwardnewtoni) ist eine ausgestorbene Taggeckoart. Er bewohnte die Insel Rodrigues und hielt sich in Wäldern auf.

## Wissenschaftliche Synonyme
- Phelsuma edwardnewtoni VINSON & VINSON 1969
- Phelsuma newtoni BOULENGER 1884

## Beschreibung
Diese Echse wurde auch unter dem Namen Phelsuma newtoni beschrieben, aber dieser Name wurde schon früher als Synonym für Phelsuma gigas benutzt. P. edwardnewtoni gehörte zu den größten Taggeckos. Er erreichte eine Gesamtlänge von etwa 23 cm. 
P. edwardnewtoni wurde von Beobachtern als ziemlich häufig vorkommend beschrieben. Trotz ausführlicher Suche in den 1960er und 70er Jahren wurde diese Art 1917 zum letzten Mal gesichtet. Es existieren nur sieben konservierte Exemplare. Drei männliche Exemplare befinden sich im Natural History Museum in London, drei andere männliche Exemplare gehören dem Muséum national d’histoire naturelle in Paris. Ein weibliches Exemplar befindet sich im Privatbesitz. All diese Präparate wurden in Alkohol konserviert. In alten Berichten wird die Farbe der Oberseite als hellgrün bezeichnet, durchsetzt mit zahlreichen blauen Flecken. Die Unterseite war gelblich. Die Kehle zeigte eine intensiv gelbe Färbung. Möglicherweise hatten der Kopf und der Rücken teilweise eine braune oder rote Zeichnung.

## Verbreitung
Diese Art bewohnte die Insel Rodrigues und einige vorgelagerte kleine Inseln.

## Lebensraum
P. edwardnewtoni wurde auf verschiedenen Palmen sowie auf Dächern und in Häusern beobachtet. Der ursprüngliche Biotop wurde zum größten Teil zerstört. Auch wurden Katzen und Ratten eingeführt. Dies führte möglicherweise zum Aussterben der Art.

## Verhalten
P. edwardnewtoni war den Beschreibungen von François Leguat nach sehr zahm und fraß sogar Früchte aus der Hand.